# Barleria scabriuscula
Barleria scabriuscula là một loài thực vật có hoa trong họ Ô rô. Loài này được Schwartz mô tả khoa học đầu tiên năm 1939.